# 农业端到端
农业端到端是一个借用计算机领域中端到端（P2P）构架实践运作的商业运营模型。相对于传统的O2O模式，AP2P模型加入了网络化、人性化、社区化和供给端信用等新的机制。
农业端到端商业模型建立的是一个在互联网时代里，从农产品供给端到用户/家庭消费端的透明互信模型，也是一次对传统农产品供应链诸多缺陷的反思和利用新时代工具对旧模式的改变。
AP2P模型主要涵盖如下诸方面：
1. 通过端到端的透明化解决农产品供应链中的信用问题
2. 同时对供应端源和消费端的资源整合建立多样化的农产品供需平台
3. 通过移动互联网和分销平台减少中间环节成本以及每一个额外环节所带来的额外质量风险
4. 通过接入中介审查机制对供给端的基本质量实施有效监控
5. 通过消费端的信息共享，对供给端的众端结点实现类似规范市场的优胜劣汰
6. 以网络社区为中介实现消费端的有效自我管理

农业端到端构架包含以下实体：
1. 农业供应端
2. 消费者端
3. 接入审查、质量控制代理
4. 社区主持人
5. 信息共享平台
6. 社交媒体平台
7. 高效包装、物流网络